# Soulan
Soulan é uma comuna francesa na região administrativa de Occitânia, no departamento de Ariège. Estende-se por uma área de 23,76 km². Em 2010 a comuna tinha 376 habitantes (densidade: 15,8 hab./km²).